# هوانجوك

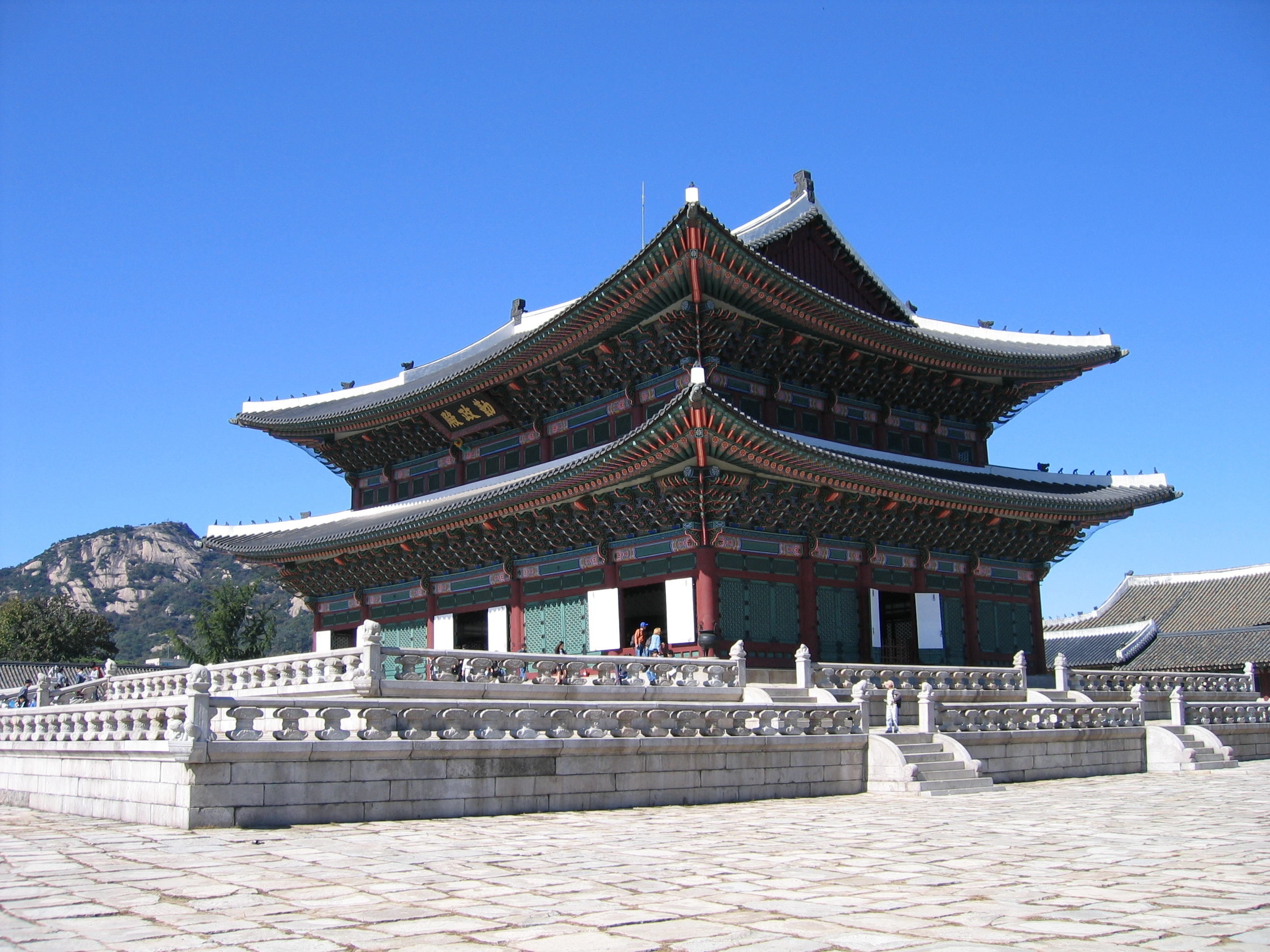
قصر جيو نغبو كغونغ

دولة هوانجوك الوهمية (هانغل: 환국, 桓國) هي أول دولة اسطورية لكوريا ورد ذكرها في كتاب هواندان جوجي [الإنجليزية]، ووفقاً لهذا الكتاب؛ تأسست هوانجوك قبل مملكة جوسون، لكن رفض المؤرخون الكوريون وجود هوانجوك وذلك بسبب عدم وجود أدلة مقنعة لوجودها.

## ادعاءات عن هوانجوك
في بعض طبعات كتاب سامغوك يوسا (تذكارات الممالك الثلاث) وهو أحد أقدم كُتب التاريخ الكورية التي ما زالت موجودة حتى الآن، ورد اسم هوانين (بالكورية: 桓因) وهو جد جوسون (مُكتشف دانجوك) قد ظهر بدلاً من اسم «هوانجوك» التي تعني «دولة هوان»، ويختلف الناس بأن هذا دليل يُثبت كتابة اسم هوانجوك في الطبعة الأصلية لسامغوك يوسا بدلاً من هوانين.